# Black Flag
Black Flag este o formație de punk-rock americană formată in 1976 în Hermosa Beach, California. Formația s-a numit inițial Panic,  dar a fost schimbat în curând, pentru că membrii au găsit termenul de steag negru „amenințător'', simbolul gândirii anarhiste.
Grupul a fost prima oară alcătuit din chitaristul Greg Ginn, Keith Morris, Raymond Pettibon și Brian Migdol. Ei sunt considerați una dintre cele mai bune trupe de hardcore punk precum și pionierii genului post-hardcore.
Primul lor album a fost lansat în 1981. După ce s-a destrămat în 1986, Black Flag s-a reunit în 2003 și din nou în 2013.
Stilul său muzical a fost influențat de Ramones, și prezintă solo-uri atonale de chitară și schimbări frecvente de tempo. S-au produs schimbări de tonalitate ale pieselor : la început au sunat ca formația tipică punk, iar după plecarea lui Keith Morris ,pentru a forma Circle Jerks, trupa adoptă ritmul tare și puțin mai repede. Versurile au fost scrise în cea mai mare parte de Ginn.
Ca și alte trupe de punk de la sfârșitul anilor 1970 și începutul anilor 1980, Black Flag exprimau prin versurile pieselor un mesaj anti-autoritar și neconformist, în care se regăsea izolarea socială, nevroza, sărăcia și sentimentul de paranoia. Aceste teme vor fi abordate în continuare de către solistul Henry Rollins, în 1981. De-a lungul anilor '80, melodiile lor, precum și notorietatea trupei au evoluat abandonând audiența lor timpurie. Pe lângă faptul că trupa devenise deja cunoscută ca fiind primul grup muzical de hardcore punk, membrii ei sunt inovatori ai primului val de punk rock din California și sunt considerați o influență asupra subculturii punk ce se va afirma în SUA și în străinătate.
Pe lângă faptul că a fost printre primele grupuri de punk rock care au s-au inspirat din piese heavy metal, improvizând ritmul acestora, există secvențe de freestyle, jazz, breakbeat, muzică clasică recurente în melodiile lor, în special chitara lui Ginn, stilul vocal mai agresiv, înregistrările și spectacolele de pe tot parcursul carierei trupei. De asemenea, au început să compună melodii de lungă durată, mai lente și mai complexe, într-o perioadă în care alte trupe din mediul lor realizau un cântec brut, rapid, format din trei corzi. Discografia lor este mai variată din punct de vedere stilistic decât a celorlalte trupe contemporane de același gen.
Black Flag a rămas respectată în cadrul subculturii punk pentru promovarea de etică și estetică. Ei sunt adesea considerați pionieri în înregistrarea underground pe cont propriu (do it yourself) a albumelor care la scurt tip au devenit cunoscute în cercul tinerilor pasionați de punk în 1980. Prin turnee permanente în Statele Unite și Canada, chiar și în Europa, ei au reușit să dea naștere unui nou cult al punk-ului.